# Дутка, Софья Васильевна
Софья Васильевна Дутка (укр. Софія Василівна Дутка; 1 сентября 1946, с. Берлин (ныне Золочевского района Львовской области Украина) — украинский советский общественный деятель, депутат Верховного Совета СССР 9-10 созывов от Львовской области.
Родилась к крестьянской семье. С детства работала в сельском хозяйстве. Хорошо пела. Участвовала во многих конкурсах самодеятельности. Софью заметили преподаватели Львовской консерватории и пригласили на учёбу. Проучившись полгода, забросила пение и вернулась в село. В 16-летнем возрасте вышла замуж.
В 17 лет стала звеньевой в колхозе. Окончила Золочевский сельскохозяйственный техникум во Львовской области.
В 29 лет Софью Дутку избрали депутатом Верховного Совета СССР девятого и десятого созывов (1974—1984 годы) от пяти районов Львовской области. В Верховном Совете входила в комиссию по охране здоровья, председателем которой был Н. М. Амосов, решала депутатские обязанности.